# Tomas Eneroth
Karl Tomas Eneroth, född 4 december 1966 i Tumbo församling i Södermanlands län, är en svensk politiker (socialdemokrat), som var riksdagsledamot från 1994 till 2025. Han var mellan 27 juli 2017 och 18 oktober 2022 Sveriges infrastrukturminister. Han är far till Jesper Eneroth.

## Biografi
Tomas Eneroth är son till kantorn Bengt Eneroth och läraren Anna-Lisa Abelsson. Han är till yrket metallarbetare, men har även bedrivit studier vid högskolan i Växjö inom statsvetenskap och sociologi. 
Han var ordförande för SSU Kronoberg 1988–1990 och satt i SSU:s förbundsstyrelse 1990–1993. Han lanserade under tiden i SSU begreppet egenmakt och utkom 1993, i anslutning till den socialdemokratiska partikongressen, med boken Egenmakt och social ekonomi .

### Riksdagsledamot
Eneroth blev invald i Sveriges riksdag i valet 1994. Han var ledamot i Utbildningsutskottet 1994–2002. Han var även politiskt sakkunnig på Utbildningsdepartementet 1996–2002 och vikarierande statssekreterare på samma departement under 1999. Eneroth var också ordförande i den statliga utredning som genomförde en översyn av läroplanerna som styrinstrument 2001. 
Han var ordförande i Socialförsäkringsutskottet 2002-2006, och blev efter valet 2006 vice ordförande i samma utskott. Han efterträdde i februari 2008 Thomas Östros som Socialdemokraternas näringspolitiske talesman och blev samtidigt vice ordförande för Näringsutskottet. Efter riksdagsvalet 2010 blev han åter vice ordförande för Socialförsäkringsutskottet. Han har varit ledamot i den parlamentariska socialförsäkringsutredningen samt i pensionsgruppen som hanterar den blocköverskridande pensionsöverenskommelsen. Han har också varit ledamot av krigsdelegationen. 
Efter valet 2014 efterträdde Eneroth Mikael Damberg som gruppledare för den socialdemokratiska riksdagsgruppen. Han hade uppdraget tills han blev statsråd 2017.
I oktober 2022 berättade Eneroth att han avsåg att lämna riksdagen under mandatperioden 2022–2026, vilket han sedan gjorde den 14 april 2025.

### Infrastrukturminister
Med koppling till IT-skandalen på Transportstyrelsen sade Alliansens fyra partiledare den 26 juli 2017 att de avsåg väcka misstroendeförklaring mot bland andra infrastrukturminister Anna Johansson. Sverigedemokraternas partiledare Jimmie Åkesson meddelade att även de stödde misstroendeförklaringarna. Den 27 juli höll statsminister Stefan Löfven presskonferens där han bland annat meddelade att Eneroth ersätter Johansson som infrastrukturminister. I samband med att regeringen Löfven II tillträdde 21 januari 2019 fick Eneroth förnyat förtroende som infrastrukturminister. Man inrättade även ett nytt departement, infrastrukturdepartementet, som Eneroth blev chef över. Eneroth behöll ministerposten även i regeringen Andersson, som tillträdde 2021, och satt fram till dess att en borgerlig regering tog över efter valet 2022.

### Partiuppdrag
Eneroth var ordförande i Kronobergs socialdemokratiska partidistrikt 2000–2009. Han blev 2001 invald i Socialdemokraternas partistyrelse och sitter sedan partikongressen 2009 som suppleant i verkställande utskottet (VU). Under våren 2011 nämndes Eneroth som kandidat till partiledare för Socialdemokraterna i ett flertal medier. Han har senare sagt att det även 2012 "var nära" att han blev partiledare efter Håkan Juholts avgång.

### Övriga uppdrag
Eneroth var ledamot i Kronobergs landstingsfullmäktige fram till valet 1994. Har var då ledamot i Centrallasarettets styrelse. Eneroth var också ledamot i Försäkringskassans styrelse i Kronobergs län och ledamot i Försäkringskassans Socialförsäkringsnämnd fram till valet 1994. Eneroth var fram till valet 2006 också ledamot i Videum AB, ett kommunalt fastighetsbolag med uppgift att äga och förvalta fastigheter på universitetsområdet i Växjö. Videum AB förvaltar fastigheter åt Växjö universitet, men ansvarar också för Videum Science Park som erbjuder affärslokaler och service åt företag som utvecklas i anslutning till Växjö Universitet. 
Utöver ovan nämnda uppdrag som ordförande i Läroplansöversynen har också Eneroth deltagit i ett flertal andra statliga utredningar. Pliktutredningen, som avslutades 1993 och föreslog förändrad värn- och civilplikt. Studiestödsutredningen (SOU 1996:90) som föreslog ett nytt studiestödssystem. Datalagskommittén (SOU 1997:39), vars uppgift var att föreslå vägar att implementera EG:s datalagsdirektiv i svensk lagstiftning. FUNKIS-utredningen, som föreslog hur utbildningsväsendet för barn och ungdomar med funktionsnedsättning ska utvecklas vidare.
Eneroth var fram till mars 2009 styrelseordförande i Competensgruppen, ett företag som i februari 2009 förvärvade det privata arbetsförmedlingsföretaget KFG (Kompetens- och Förändringsgruppen) vilket kritiserats i media för brister i verksamheten. Eneroth sade, efter att denna kritik mot KFG framkommit i början av april 2009, att Competensgruppen inte hade funnit några brister då de gått igenom KFG:s verksamhet inför förvärvet. Han har tidigare även varit ordförande i Lernia under fem år och ledamot i styrelsen för Sveriges nätuniversitet under de första åren då Nätuniversitetet startades.